# 巖穴山古墳
巖穴山古墳（いわあなやまこふん、巌穴山古墳）は、群馬県太田市東今泉町にある古墳。形状は方墳。太田市指定史跡に指定されている。

## 概要
群馬県東部、金山丘陵北東麓の緩傾斜地に築造された大型方墳である。周辺にはかつて古墳10数基が存在し（円墳4基のみ現存）、本古墳はそのうちの中心的存在と位置づけられる。1959年（昭和34年）・1977年（昭和52年）に調査が実施されている。
墳形は方形で、一辺36.5メートル（現存約30メートル）・高さ約6メートルを測り、墳丘四辺は正方位とする。墳丘外表に葺石・埴輪は認められない。また墳丘周囲には幅7メートルの周濠が巡らされ、周濠を含めた古墳全体としては1辺51.5メートルを測る。埋葬施設は両袖式の横穴式石室で、南方向に開口する。自然石を使用した大型石室であり、玄室・前室・羨道からなる複室構造で、玄室内では木棺の使用が推測される。石室内からは人骨片のほか、副葬品として金銅製耳環・刀装具・刀子・須恵器・土師器が検出されている。
築造時期は、古墳時代終末期の7世紀前半（または7世紀中葉/7世紀中葉-後半）頃と推定される。南西の金山丘陵では全国的に有数の金山丘陵窯跡群が営まれたほか、付近には東山道駅路が通過したと想定されており、古墳時代から古代にかけての当地の政治情勢を考察するうえで重要視される古墳になる。
古墳域は1975年（昭和50年）に太田市指定史跡に指定された。現在では石室内部への立ち入りは制限されている。

## 遺跡歴
- 1959年（昭和34年）、調査[2]。
- 1975年（昭和50年）9月22日、太田市指定史跡に指定[1]。
- 1977年（昭和52年）、発掘調査（駒澤大学考古学研究会、1978年に概報刊行・2009年に報告書刊行）[2]。
- 1984年度（昭和59年度）、群馬県営渡良瀬川流域公害防除特別土地改良事業に伴う墳丘南側周濠の発掘調査（太田市教育委員会）[3]。
- 1987年度（昭和62年度）、墳丘測量調査（太田市教育委員会）[3]。

## 埋葬施設

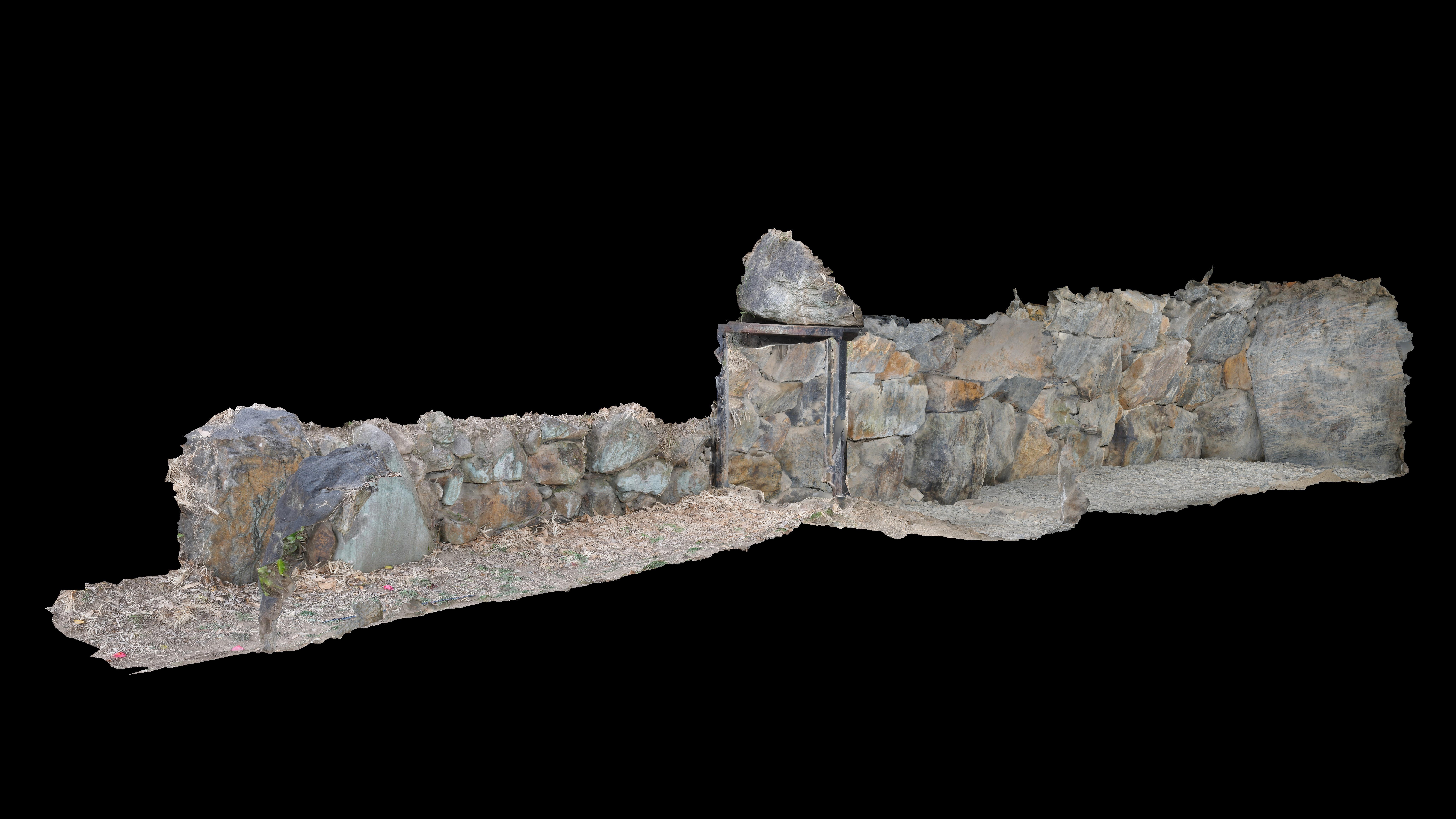
石室パース図

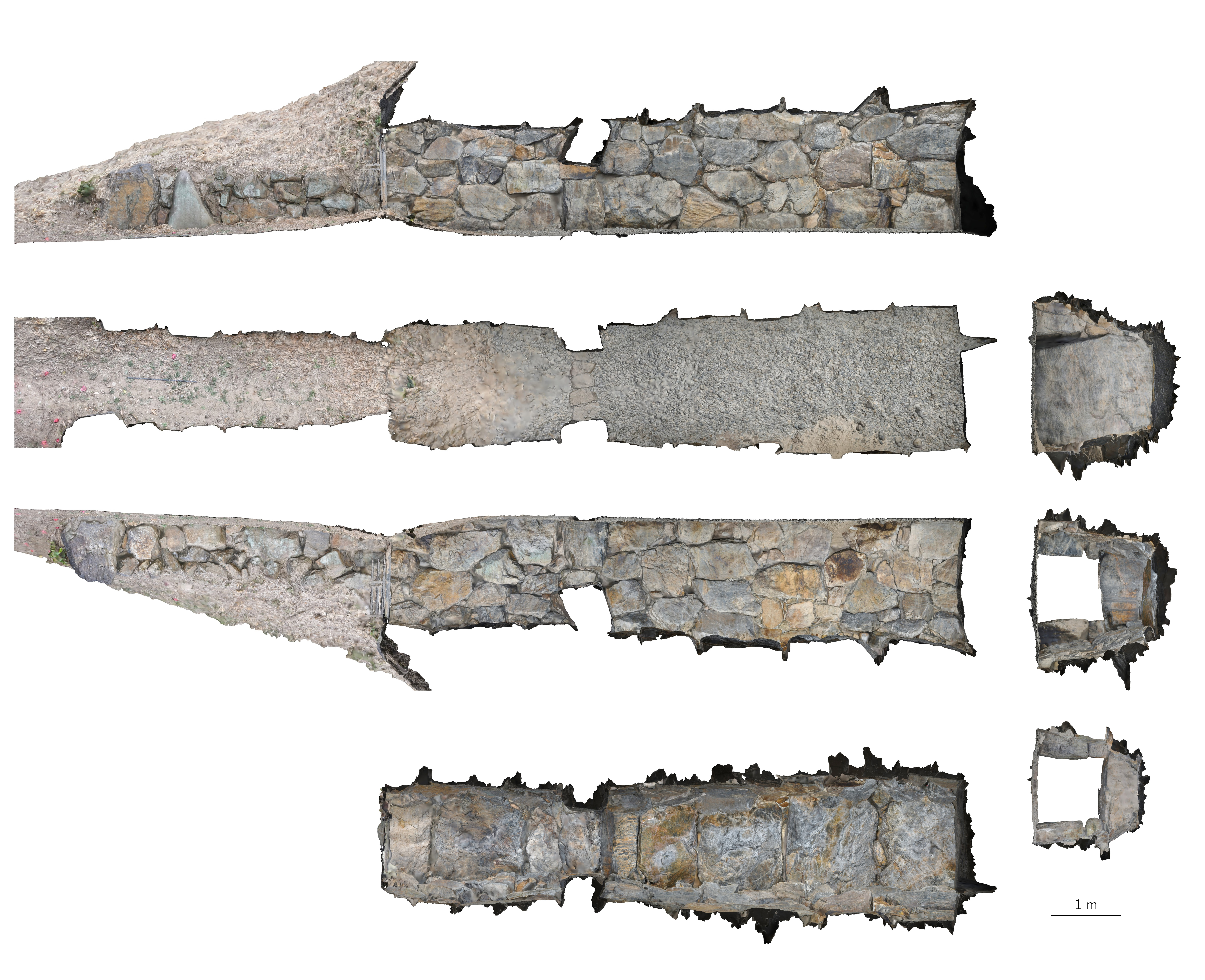
石室展開図

埋葬施設としては両袖式横穴式石室が構築されており、南方向に開口する。玄室・前室・羨道からなる複室構造の石室である。石室の規模は次の通り。
- 石室全長：11.28メートル（または13.4メートル[1]）
- 玄室：長さ5.19メートル、幅2.08メートル（奥壁）、高さ1.83メートル
- 前室：長さ3.21メートル、幅1.69メートル（奥）、高さ1.65メートル
- 羨道：長さ2.88メートル、幅1.40メートル

石室の石材はチャートや凝灰岩の自然石で、乱石積みによって構築される。特に奥壁には巨大な1枚石が使用される。また玄室・前室の入り口部では、門柱状の石を立てて玄門・前門を形成する。石室プランは宝塔山古墳（前橋市総社町総社）との類似が指摘され、構築にあたっては唐尺の使用が推測される。
石室内からは人骨片のほか、副葬品として玄室から金銅製耳環・刀装具片・刀子片・鉄釘・土師器片（坏）が、前室から刀装具・須恵器片・土師器片が、羨道部から須恵器（提瓶）が出土している。特に釘の出土によって、木棺の使用が推測される。

石室俯瞰図
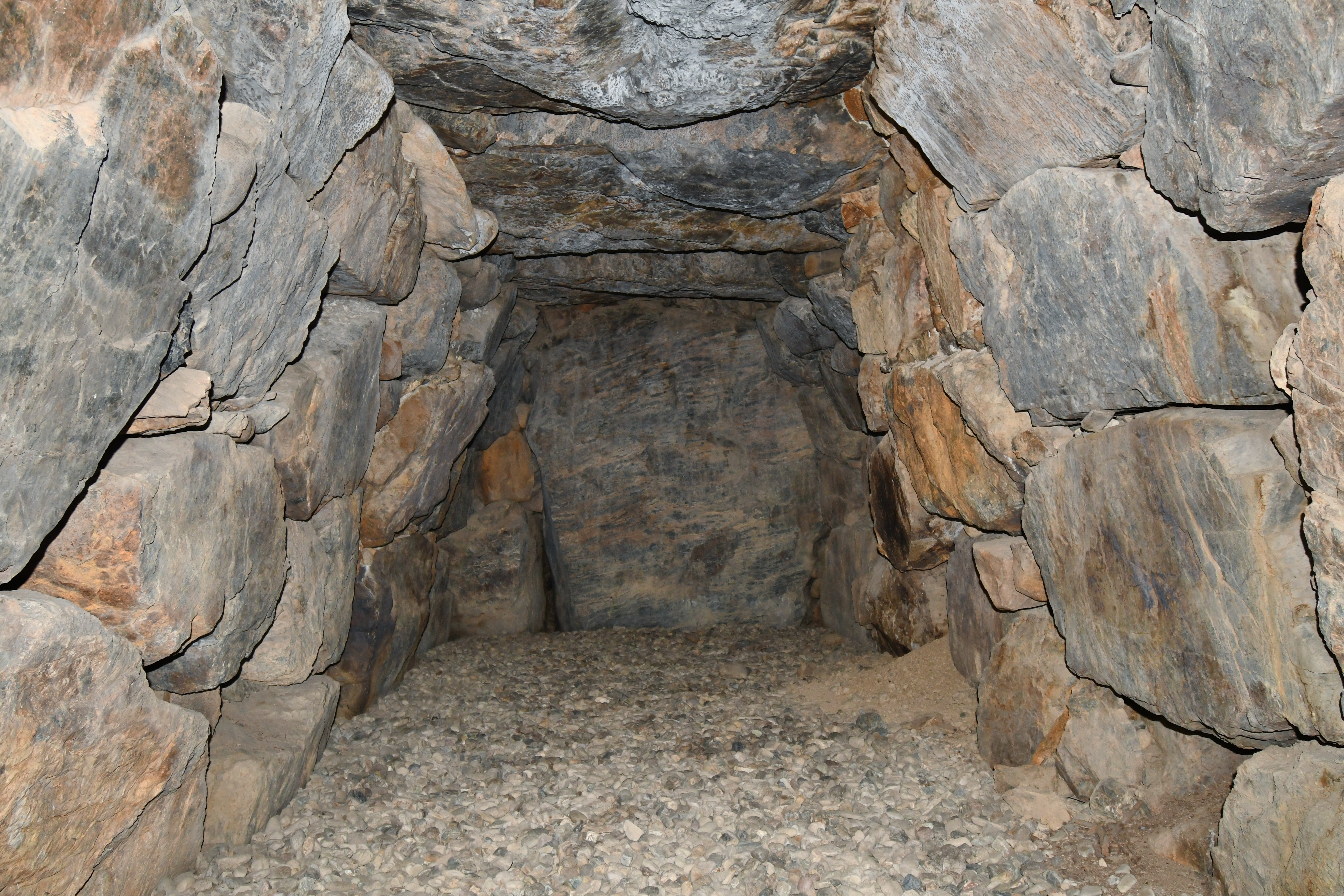
玄室（奥壁方向）
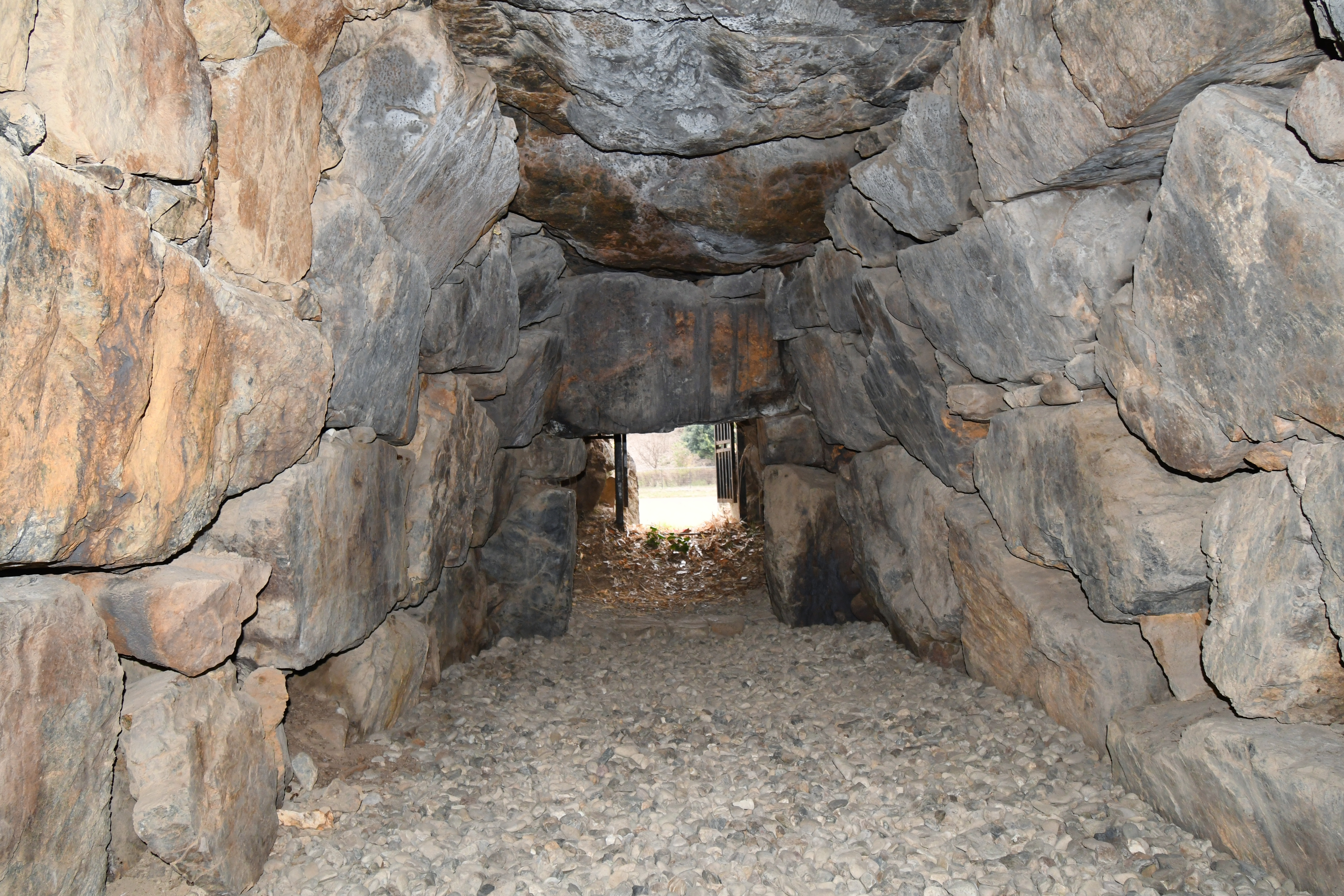
玄室（開口部方向）
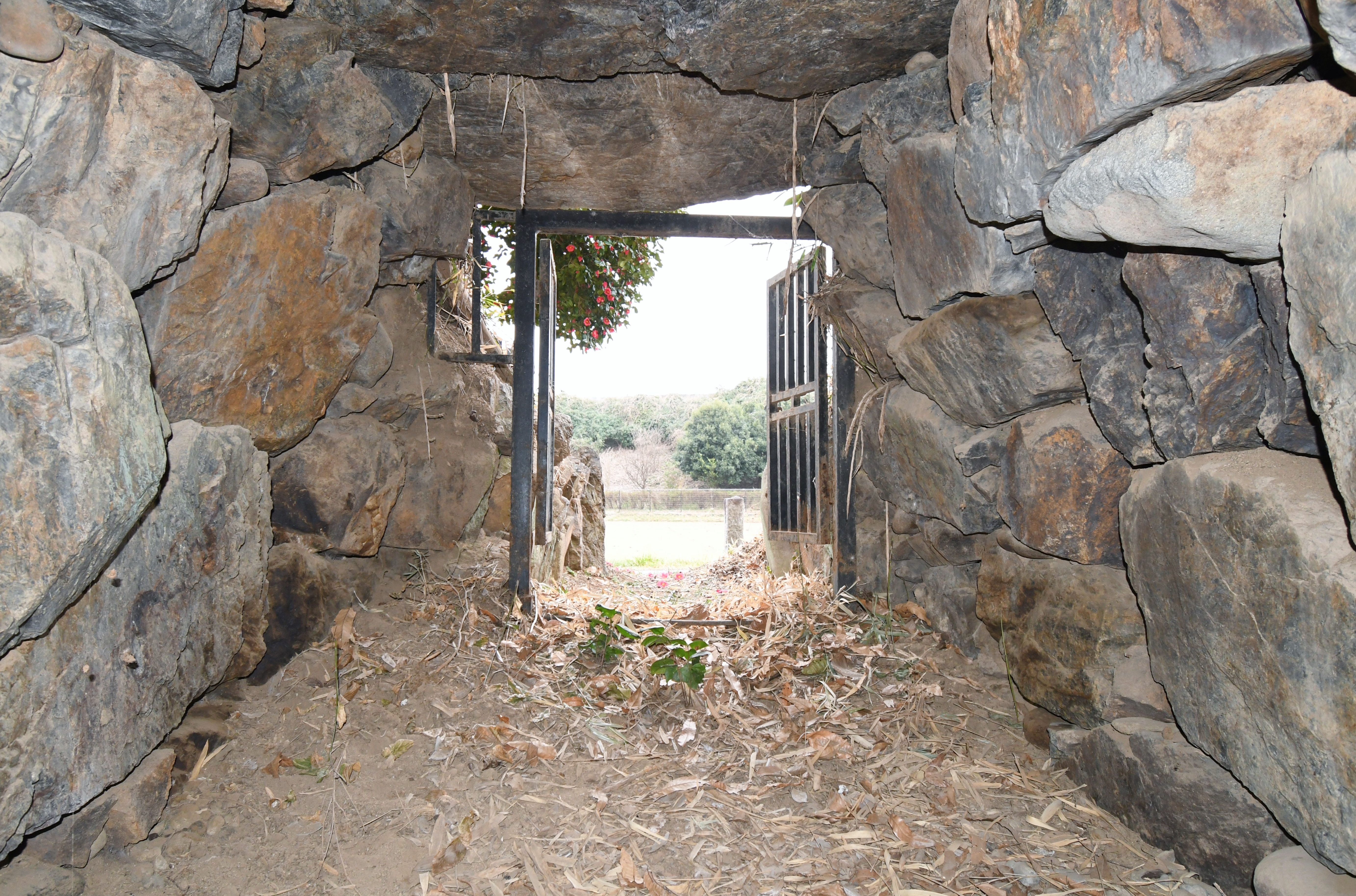
前室（開口部方向）
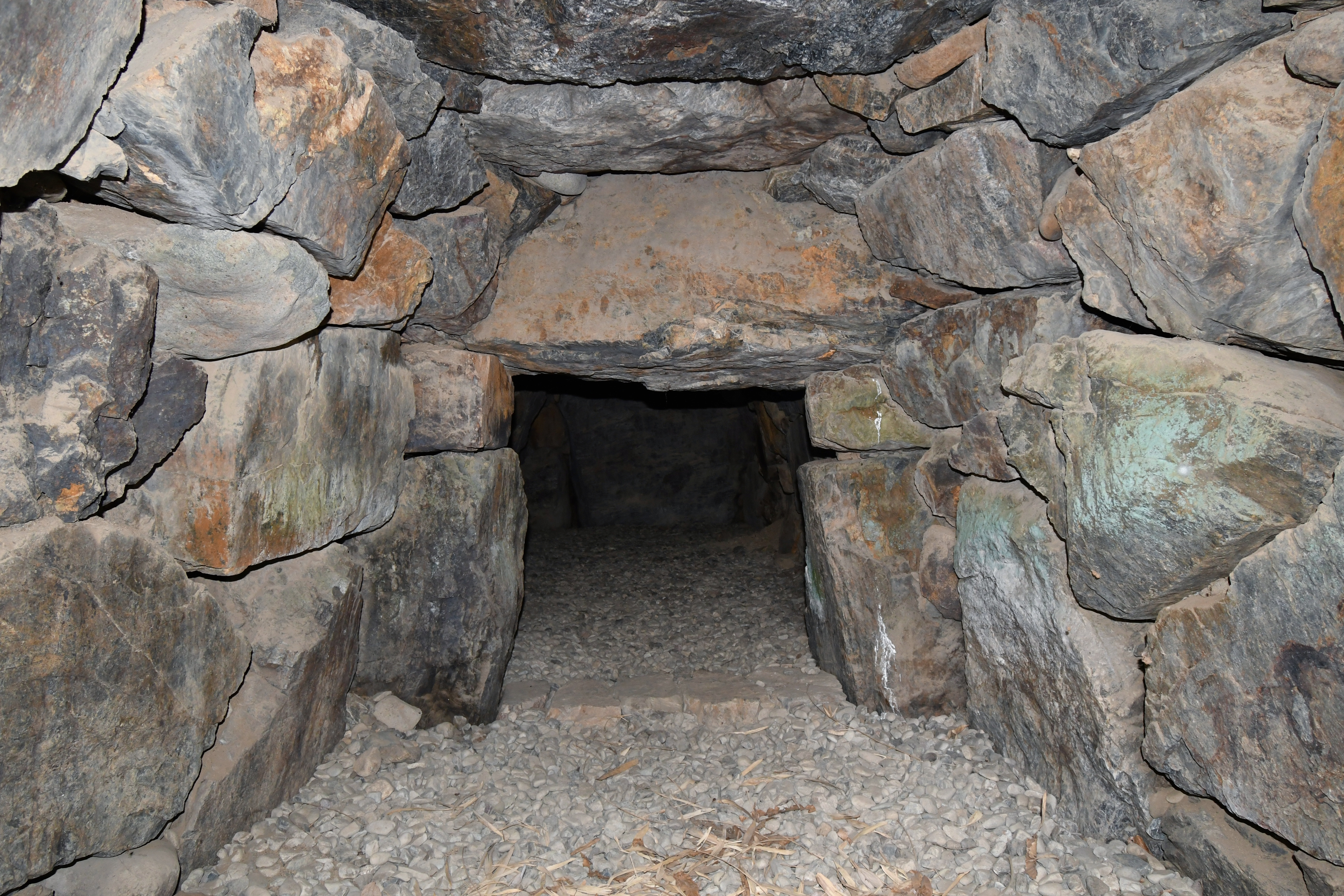
前室（玄室方向）
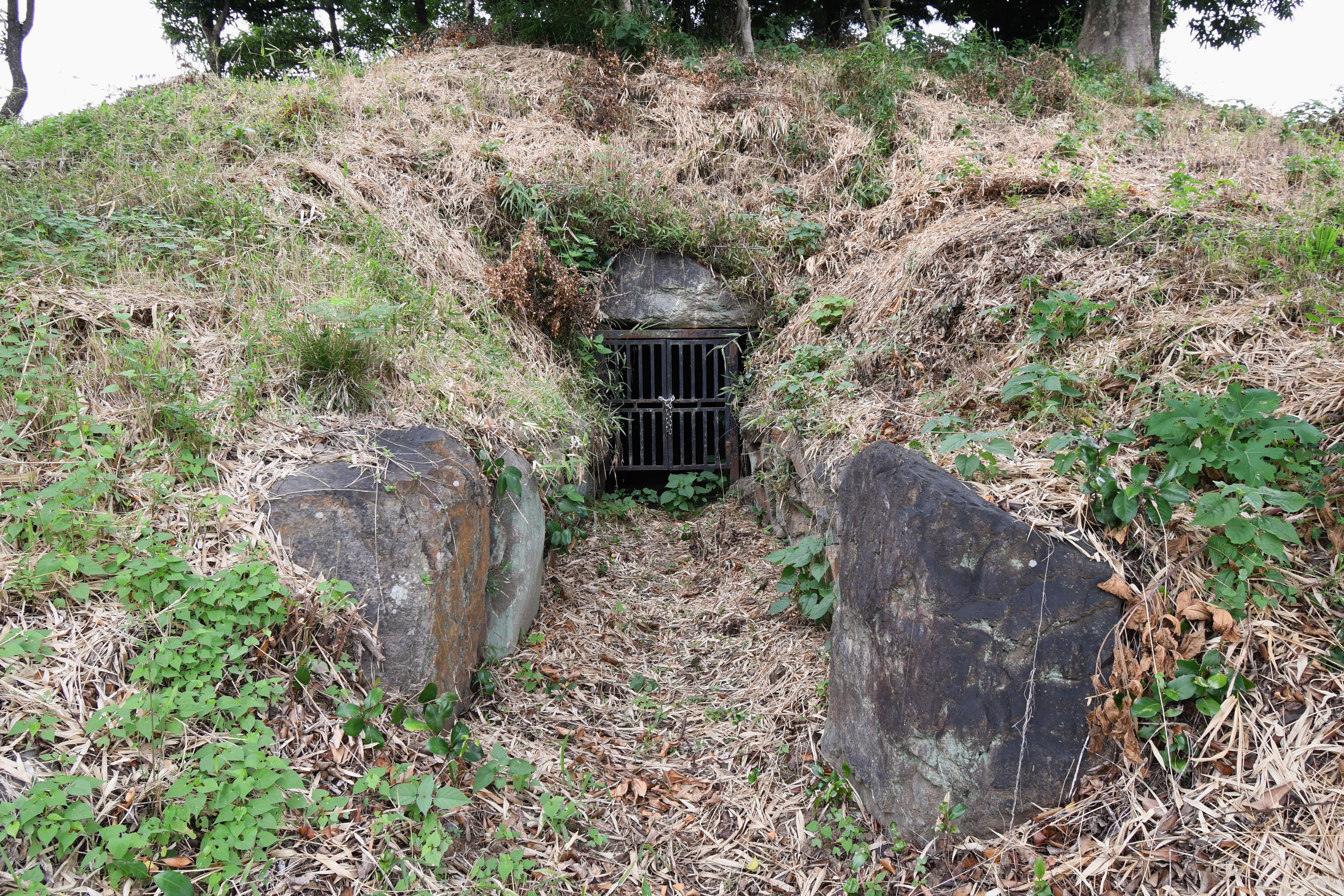
羨道（玄室方向）
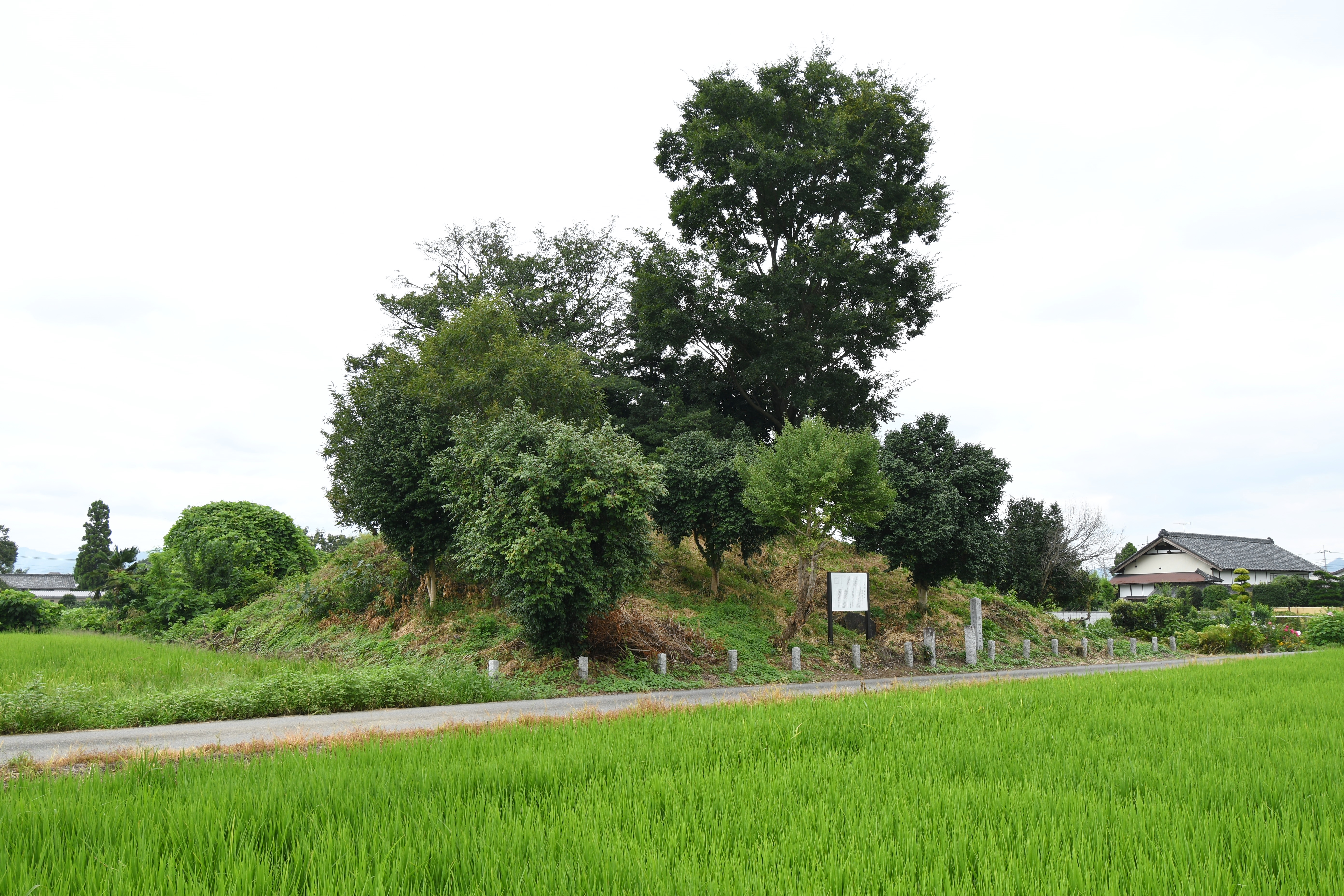
墳丘遠景

## 文化財

### 太田市指定文化財
- 史跡
  - 巖穴山古墳 - 1975年（昭和50年）9月22日指定[4][1]。

## 関連文献
（記事執筆に使用していない関連文献）
- 『群馬県太田市菅ノ沢遺跡11 巖穴山古墳1 調査概報』駒澤大学考古学研究会、1978年。
- 「巖穴山古墳」『群馬県史 資料編3 原始古代3』群馬県、1981年。
- 『群馬・金山丘陵窯跡群2 -菅ノ沢遺跡（須恵器窯跡群・古墳群）・巖穴山古墳の発掘調査報告-』駒澤大学考古学研究室、2009年。